# Tête de Canyon du Cap Ferret
Tête de Canyon du Cap Ferret este o arie protejată (arie de protecție specială avifaunistică — SPA) din Franța întinsă pe o suprafață de 365.639 ha, integral marine.

## Localizare
Centrul sitului Tête de Canyon du Cap Ferret este situat la coordonatele 44°46′12″N 2°15′58″W / 44.77°N 2.26611°V.

## Înființare
Situl Tête de Canyon du Cap Ferret a fost declarat arie de protecție specială avifaunistică în baza directivei 79/409 din 1979 referitoare la conservarea păsărilor sălbatice pentru a proteja 13 specii de animale.

## Biodiversitate
Situată în ecoregiunea atlantică, aria protejată nu include niciun habitat protejat.
La baza desemnării sitului se află mai multe specii protejate de  păsări (13): Calonectris diomedea, Catharacta skua, Larus argentatus, pescăruș negricios (Larus fuscus), Larus michahellis, Larus sabini, sula bassana (Morus bassanus), Puffinus gravis, Puffinus griseus, Puffinus puffinus mauretanicus, Rissa tridactyla, chiră de mare (Sterna sandvicensis), Uria aalge.